# Jerónimo de Mendieta
Jerónimo de Mendieta (1525-1604) foi um missionário franciscano que passou parte de sua vida no continente americano. Sua principal obra é a História Eclesiástica Indiana, que relata a história da evangelização na colônia da Nova Espanha na América.

## Biografia
Pouco conhecimento se tem sobre Frei Jerónimo de Mendieta, mas sabe-se que ele nasceu em Vitória, na Espanha, em 1525. Ingressou aos 20 anos de idade na Ordem de São Francisco e em 1554, ainda jovem foi para a Nova Espanha, voltou para a Península Ibérica em 1570, retornando para o México em 1573. Mais tarde mudou-se para Tlaxcala (1585), onde se tornou amigo do franciscano Motolinía. Mendieta foi incumbido de escrever a história da Nova Espanha. Essa obra é conhecida como História Eclesiástica Indiana e foi concluída em 1596.
A obra de Mendieta ficou desaparecida por mais de 250 anos, sendo publicada somente no século XIX. No século XVI era muito comum que as obras não fossem publicadas, pois muitas circulavam como manuscritos, ou no caso dessa obra, em específico, acredita-se que tenha sido censurada pela coroa espanhola.
Durante sua vida, ocupou diversos cargos importantes, tanto na Espanha quanto na colônia espanhola. Frei Jerónimo de Mendieta morreu em 1604, na Cidade do México.

## A crônica na América Espanhola
A história colonial da América contou com diversos cronistas que procuraram descrever a vida cotidiana dos índios na América Espanhola. Eles eram incumbidos de escrever sobre o novo continente descoberto, descrevendo as plantas, animais, os nativos, juntamente com sua cultura e religião, dentre outros aspectos. Essas descrições eram feitas com o intuito de mostrar aos europeus como era a nova terra achada.
Embora os cronistas procurem fazer um relato que correspondesse à realidade, nem sempre se pode contar com a objetividade do autor. Apesar disso, não há como desconsiderar a importância dessas crônicas como documento para o historiador.

## História eclesiástica índia
A obra foi concluída em 1596, e é dividida em 5 volumes, permaneceu desaparecida até o século XIX, quando Joaquín García Icazbalceta trouxe a obra a tona. Os cinco volumes podem ser resumidos da seguinte forma:
- Primeiro volume: O autor escreve sobre a face divina na conquista espanhola, a maravilha da descoberta das índias e o fracasso nas Antilhas.
- Segundo volume: escreve sobre os ritos e maus costumes dos índios.
- Terceiro volume: fala sobre a glória e o propósito divino na conversão dos nativos.
- Quarto volume: escreve sobre os problemas dessa conversão
- Quinto volume: apresenta biografias e exemplares de todos aqueles que creditava terem contribuído para os sucessos da fé cristã na Nova Espanha.[3]

## A Crônica de Mendieta
Mendieta possuía uma grande habilidade em se comunicar com os índios na língua falada por eles, o náuatle. Assim, ele fazia da catequese um trabalho linguístico. É importante ressaltar que o tipo de catolicismo feito na América é aquele que estava em crise no continente Europeu. Mendieta escreve após o Concílio de Trento, que reagia à Reforma protestante.Em sua crônica pode-se observar que ele faz denúncias das opressões cometidas pelos colonizadores, chegando a culpar os duros trabalhos impostos aos índios pelo declínio demográfico.
Em sua crônica, Mendieta faz descrições da religiosidade indígena, comparando-as aos ritos católicos. Para poder descrever a religiosidade indígena para os espanhóis, Mendieta utiliza a religião cristã, conhecida pelo autor e pelas pessoas que viriam a ler seu texto. Esta é uma forma que se encontra para descrever algo totalmente novo.  Deste modo, podemos encontrar em sua crônica os elementos descritos por Hartog, no texto, O Espelho de Heródoto, como a comparação:
"Para dizer o outro, o viajante dispõe também da comparação. Com efeito, ela é uma maneira de reunir o mundo que se conta e o mundo em que se conta, passando de um ao outro. Na narrativa de viagem, funciona como tradução, a comparação estabelece semelhanças e diferenças entre "além" e "aquém", esboçando classificações"
A intenção dele, ao aprender o náuatle e, ao tentar conhecer a cultura indígena, é única e exclusivamente para tentar convertê-los à religião católica. Por mais nobre que fossem suas ações, ele não conseguiu entendê-los culturalmente, sobrepondo a sua religião a religião indígena. Pois como diz Leandro Karnal:
"Questiona-se a violência espanhola, questiona-se a forma como foi feita a colonização, não questiona-se nunca o conteúdo. O ser cristão não estava em jogo em nenhum momento."

## Obra
- «História Eclesiástica Indiana»